# Завидув
Завидув (пол. Zawidów, нем. Seidenberg)  —  город  в Польше, входит в Нижнесилезское воеводство,  Згожелецкий повят.  Имеет статус городской гмины. Занимает площадь 6,07 км². Население 4 539 человек (на 2006 год).